# Llista de partits polítics de Finlàndia

## Partits al Parlament
| Nom del partit                                                                               | Logotip                                       | Color              | Ideologia                                                | President        | Representació |
| -------------------------------------------------------------------------------------------- | --------------------------------------------- | ------------------ | -------------------------------------------------------- | ---------------- | ------------- |
| Kansallinen Kokoomus/Samlingspartiet Partit de la Coalició Nacional                          | Kokoomus                                      | blau               | Liberalisme conservador, Centredreta                     | Jyrki Katainen   | 44            |
| Suomen Sosialidemokraattinen Puolue/Finlands Socialdemokratiska Parti Partit Socialdemòcrata |                                               | vermell            | Socialdemocràcia, Centreesquerra                         | Jutta Urpilainen | 42            |
| Perussuomalaiset/Sannfinländarna Veritables Finlandesos                                      |                                               | blau, blanc i groc | Nacionalisme finlandès, Nacional Populisme               | Timo Soini       | 39            |
| Suomen Keskusta/Centern i Finland Partit del Centre                                          | Partit del Centre                             | verd               | Centrisme, Agrarianisme                                  | Juha Sipilä      | 35            |
| Vasemmistoliitto/Vänsterförbundet Aliança d'Esquerra                                         | Vasemmistoliitto/Vänsterförbundet             | vermell i verd     | Ecosocialisme, Socialisme democràtic                     | Paavo Arhinmäki  | 14            |
| Vihreä liitto/Gröna Förbundet Lliga Verda                                                    | Vihreä liitto/Gröna Förbundet                 | verd               | Política verda, Liberalisme verd                         | Ville Niinistö   | 10            |
| Ruotsalainen kansanpuolue/Svenska Folkpartiet Partit Popular Suec                            | Ruotsalainen kansanpuolue/Svenska Folkpartiet | groc               | Liberalisme, Defensa dels interessos de la minoria sueca | Carl Haglund     | 9             |
| Kristillisdemokraatit/Kristdemokraterna Demòcrata-Cristians                                  | Kristillisdemokraatit/Kristdemokraterna       | blau i taronja     | Democràcia cristiana, Conservadorisme social             | Päivi Räsänen    | 6             |